# Cepora perimale
Cepora perimale is een vlindersoort uit de familie van de Pieridae (witjes), onderfamilie Pierinae.
Cepora perimale werd in 1805 beschreven door Donovan.